# آدم حمدي
آدم حمدي (بالإنجليزية: Adam Hamdy)‏ هو كاتب ومنتج أفلام وكاتب سيناريو ومخرج بريطاني، ولد في 12 مارس 1974 في لندن في المملكة المتحدة.

## وصلات خارجية
- آدم حمدي على موقع IMDb (الإنجليزية)
- آدم حمدي على موقع أول موفي (الإنجليزية)
- آدم حمدي على موقع كينوبويسك (الروسية)